# By Right of Birth
By Right of Birth er en amerikansk stumfilm fra 1921 af Harry Gant.